# Gustave Pasquier
Pour les articles homonymes, voir Pasquier.
Gustave Pasquier, né le 7 octobre 1877 à Saulces-Monclin (Ardennes) et mort à Rethel le 6 avril 1965, est un coureur cycliste qui participa au premier Tour de France en 1903, sur lequel il termina 8e. 
Dans la bibliographie sur le Tour de France, il est fréquemment confondu avec d'autres cyclistes nommés « Pasquier » en particulier Arthur Pasquier. Un article de Libération rapporte un entretien donné à L'Ardennais par Gustave Pasquier en 1961, dans lequel il revient sur sa participation au Tour de France 1903.

## Palmarès
- 1902
  - 3e de Marseille-Paris[1] derrière Lucien Lesna et Rodolfo Muller
- 1903
  - 3e de Bordeaux-Paris
  - 7e de Paris-Roubaix

### Résultats sur le Tour de France
- 1903 : 8e du classement général
- 1905 : abandon (3e étape)